# 卡洛斯·萨尔塞多
卡洛斯·萨尔塞多（西班牙語：Carlos Salcedo，1993年9月29日—），墨西哥男子足球运动员，司职后卫。他曾代表墨西哥国家队参加2018年国际足联世界杯，结果队伍止步十六强。

2018年